# Philipp (Schleswig-Holstein-Sonderburg-Glücksburg)
Philipp von Schleswig-Holstein-Sonderburg-Glücksburg (* 15. März 1584 auf Schloss Sonderburg, Sonderburg; † 27. September 1663 auf Schloss Glücksburg, Glücksburg) war seit 1622 der erste Herzog von Schleswig-Holstein-Sonderburg-Glücksburg.
Er war ein Sohn von Herzog Johann von Schleswig-Holstein-Sonderburg und Elisabeth von Braunschweig-Grubenhagen. Johann teilte sein abgeteiltes Herzogtum Schleswig-Holstein-Sonderburg in seinem Testament unter fünf seiner sechs überlebenden Söhne auf. Philipp als Jüngster erhielt das kleinste Teilherzogtum und das 1587 errichtete Schloss Glücksburg. Er konnte seine Besitzungen fast verdoppeln und verwendete große Mühe darauf, dessen Erträge zu vergrößern. Politisch blieb er unbedeutend, es gelang ihm aber für seine Töchter politisch vorteilhafte Ehen zu arrangieren.

## Familie
Am 23. Mai 1624 heiratet er Sophie Hedwig von Sachsen-Lauenburg (1601–1660), die Tochter von Herzog Franz II. von Sachsen-Lauenburg. Das Paar hatte folgende Kinder:
- Johann (* 23. Juli 1625; † 4. Dezember 1640)
- Franz (* 20. August 1626; † 3. August 1651)
- Christian (* 19. Juni 1627; † 17. November 1698)

⚭ Sibylle Ursula von Braunschweig-Wolfenbüttel, Tochter von Herzog August II.
⚭ Agnes Hedwig von Schleswig-Holstein-Sonderburg-Plön
- Maria Elisabeth (1628–1664)  ⚭ Georg Albrecht von Brandenburg-Kulmbach
- Karl Albrecht (* 11. September 1629; † 26. November 1631)
- Sophie Hedwig (* 7. Oktober 1630; † 27. September 1652) ⚭ Herzog Moritz I. von Sachsen-Zeitz
- Adolph (* 21. Oktober 1631; † 7. Februar 1658)
- Auguste (* 27. Juni 1633; † 26. Mai 1701) ⚭  Herzog Ernst Günther von Schleswig-Holstein-Sonderburg-Augustenburg
- Christiana (* 22. September 1634; † 20. Mai 1701) ⚭ Herzog Christian I. von Sachsen-Merseburg
- Dorothea (* 9. Oktober 1636; † 6. August 1689) ⚭ 1. Herzog Christian Ludwig von Braunschweig-Lüneburg; 2. Kurfürst Friedrich Wilhelm von Brandenburg
- Magdalene (* 27. Februar 1639; † 21. März 1640)
- Hedwig (* 21. März 1640; † 31. Januar 1671)
- Anne Sabine (* 10. Oktober 1641; † 20. Juli 1642)
- Anne (* 14. Januar 1643; † 24. Februar 1644)